# Sansevieria ebracteata
Espèce
Classification APG III (2009)
Sansevieria ebracteata, également appelée Dracaena ebracteata, est une espèce de plantes de la famille des Liliaceae et du genre Sansevieria. Il s'agit de l'une des rares espèces de sansevières asiatiques.

## Description
Plante succulente, Sansevieria ebracteata est une espèce de sansevières à très longues feuilles (2 à 3 m de longueur) et épaisses (1 à 1,15 cm en leur milieu), avec un canal sur la face supérieure et neuf à douze sillons longitudinaux sur la face externe, lisses, de couleur vert sombre présentant rarement des striures plus claires avec des bords blanchâtres à rougeâtres. Acaulescentes, elles poussent directement depuis le rhyzome par groupe de cinq à six feuilles. Les inflorescences (de 60 à 65 cm de longueur) émergent entre les feuilles avec des groupes de cinq à six fleurs blanchâtres.
L'espèce est initialement décrite par le naturaliste Antonio José Cavanilles sous le nom Salmia ebracteata. Deux siècles plus tard, elle reclassifiée Sansevieria en 1988 par le botaniste indien Cheriyachanasseri Ramachandran Suresh.

## Distribution et habitat
L'espèce est originaire d'Inde.

## Synonymes
L'espèce présente des synonymes :
- Aletris zeylanica (Mill., 1768)
- Salmia ebracteata (Cav., 1795)
- Sansevieria lanuginosa (Willd., 1799)
- Acyntha lanuginosa (Willd., 1799 ; Kuntze, 1891)
- Dracaena ebracteata (Suresh, 1988 ; Byng & Christenh., 2018)